# Maud Yates
Maud Yates foi uma atriz britânica da era do cinema mudo.

## Filmografia selecionada
- Jane Shore (1915)
- What Every Woman Knows (1917)
- Thelma (1918)
- The Romance of Lady Hamilton (1919)
- God's Clay (1919)
- The Green Terror (1919)
- Castles in Spain (1920)